# Pascual Somma
Pascual Somma est un joueur de football uruguayen, né le 7 février 1891 ou 1896 à Parque Central (estuaire Bellaco et Tuyutí, Montevideo - où il eut pour ami d'enfance Angel Romano) et mort brutalement en 1930, ayant occupé le poste d'attaquant (ailier gauche ou droit), au Nacional essentiellement (333 matchs pour 63 buts), et en sélection d'Uruguay. Il est notamment connu pour avoir remporté tous les trophées qu'il a joué dans sa carrière.

## Clubs
- Nacional : 1911
- 1912 à 1914 : différentes équipes de Montevideo
- Nacional : 1915 à 1924
- Defensor Sporting : 1924 à 1925
- Nacional : 1925 à 1927

## Palmarès

### International
- 4 sélections officielles de 1911 (à 16 ans !) à décembre 1923, 3 buts (arrivé à Paris pour disputer les Jeux olympiques de 1924, il décide brusquement de rentrer en Uruguay avec Santos Iriarte !)
- Champion d'Amérique du sud à 4 reprises, en 1916, 1917, 1920, 1923
- Vice-champion d'Amérique du Sud en 1919
- Coupe Lipton (face à l'Argentine) : 1919, 1922 et 1923
- Coupe Newton (face à l'Argentine) : 1917, 1919 et 1920

### National
- Champion d'Uruguay amateur à 8 reprises, en 1915, 1916, 1917, 1919, 1920, 1922, 1923 et 1924
- Coupe Río de la Plata (Championnat Rioplatense du Dr. Ricardo C. Aldao, face au champion d'Argentine) en 1916, 1919 et 1920
- Coupe d'Uruguay en 1917 (Coupe d'honneur Cousenier, 1re édition)